# スニル・チェトリ
スニル・チェトリ（Sunil Chhetri, 1984年8月3日 - ）は、インド・セカンダラバード出身のサッカー選手。ベンガルールFC所属。ポジションはFW。インド代表歴代最多出場及び最多得点選手。

## 概要
2008年、AFCチャレンジカップ決勝戦タジキスタン戦でハットトリックを決めた。
インド代表の初優勝に貢献した。2010年3月にメジャーリーグサッカーのカンザスシティ・ウィザーズと契約し、同リーグ初のインド人選手となるが リーグ戦での出場は無かった。2011年1月にカタールで行われたAFCアジアカップでは2得点を挙げた。2011年12月に行われた南アジアサッカー選手権2011では得点王と最優秀選手に輝いた。
2012年7月4日、ポルトガル・プリメイラ・リーガのスポルティングCPのBチームに移籍することになった。

## 所属クラブ
- モフン・バガン・スーパー・ジャイアント 2002-2005
- JCT FC（英語版）2005-2008
- イースト・ベンガルFC 2008-2009
- デンポSC 2009-2010
- カンザスシティ・ウィザーズ 2010
- プラヤグ・ユナイテッドSC（英語版）2011
- モフン・バガンAC 2011-2012
- スポルティング・クルーベ・デ・ポルトゥガルB（ポルトガル語版）2012-2013

→ チャーチル・ブラザーズSC (loan) 2013
- ベンガルールFC 2013-

→ ムンバイ・シティFC (loan) 2015-2016

## 個人タイトル
- インドサッカー協会年間最優秀選手 - 2007年
- AFCチャレンジカップ最優秀選手 - 2008年
- 南アジアサッカー選手権2011得点王・最優秀選手 - 2011年
- Iリーグ得点王 - 2013-14